# Agostino Cornacchini
Agostino Cornacchini, född 26 augusti 1686 i Pescia, död 1754 i Rom, var en italiensk skulptör under barockens epok. Han var lärjunge till skulptören Giovanni Battista Foggini (1652–1725). Cornacchinis mästerverk anses vara Karl den stores ryttarstaty i Peterskyrkans portik.

## Verk i Rom (urval)
- Karl den stores ryttarstaty – portiken, Peterskyrkan[1][2]
- Kardinal Luigi Omodei (byst) och kardinal Ferdinando d'Adda (byst) – sakristian, Santi Ambrogio e Carlo al Corso[3]
- Profeten Elia – korsmitten, Peterskyrkan[4]
- Vigvattenskål – Peterskyrkan (tillsammans med Francesco Moderati)[5]
- Förståndet – påve Clemens XII:s gravmonument, Cappella Corsini, San Giovanni in Laterano[6][7]
- Hoppet – Santissima Trinità in Palazzo Monte di Pietà[8][9][10]
- Den helige Johannes Nepomuk – Pons Mulvius[11]

## Bilder
| - Vigvattenskål i Peterskyrkan. - Profeten Elia i Peterskyrkan. |